# Kane Roberts
Pour les articles homonymes, voir Roberts.
Kane Roberts (né Robert William Athas, le 16 janvier 1962) est un musicien américain de heavy metal, connu pour avoir été le guitariste d'Alice Cooper à la fin des années 1980. Roberts est reconnaissable grâce à son physique proche du personnage interprété par Sylvester Stallone, John Rambo. Roberts fut d'ailleurs souvent appelé « Rambo » durant les tournées des albums Constrictor et Raise Your Fist and Yell.
Roberts a coécrit l'intégralité des chansons des albums Constrictor et Raise Your Fist and Yell, mais aussi les titres non publiés de ces deux albums respectifs : Don't Blame It On Me, Drain the Vain, If You Don't Like It et Hard Rock Summer.

## Discographie

### Avec Alice Cooper
- 1986 : Constrictor
- 1987 : Raise Your Fist and Yell
- 1989 : Trash (guitare sur Bed of Nails)

### En solo
- 1987 : Kane Roberts
- 1991 : Saints and Sinners
- 2006 : Touched
- 2012 : Unsung Radio

### Avec Phoenix Down
- 1999 : Under a Wild Sky
- 2000 : New Place Now

### Autres participations
- 1992 : Revenge (coauteur sur Take It Off; Kiss)
- 1994 : Quo (guitare sur Huh, What?)
- 2005 : Will Play for Food (guitare sur Mr. Crowley; George Lynch)